# Clásica de San Sebastián 2012
Clásica de San Sebastián 2012 er den 32. udgave af Clásica de San Sebastián. Løbet bliver afviklet fra d. 14. august, som en del af UCI World Tour 2012. Løbet er 234 km langt og har både start og mål i San Sebastián, Baskerlandet, Spanien.

## Teams
Ved Clásica de San Sebastián deltog alle 18 WorldProtour hold. Der udover modtog følgende to hold et wilddcard {{{holdnavn-2012}}} and Caja Rural. De 20 hold som deltog var:
| - Ag2r-La Mondiale - {{{holdnavn-2012}}} - Astana Pro Team - BMC Racing Team - Caja Rural - Euskaltel-Euskadi - FDJ-BigMat - Garmin-Barracuda - Team Katusha - Lampre-ISD | - Liquigas–Cannondale - Lotto-Belisol - Movistar Team - Omega Pharma-Quick Step - Orica-GreenEDGE - Rabobank - RadioShack-Nissan-Trek - Team Saxo Bank-Tinkoff Bank - Team Sky - Vacansoleil-DCM |

## Resultat
|    | Rytter                    | Hold                        | Tid        | UCI World Tour Point |
| -- | ------------------------- | --------------------------- | ---------- | -------------------- |
| 1  | Luis León Sánchez (ESP)   | Rabobank                    | 5h 55' 34" | 80                   |
| 2  | Simon Gerrans (AUS)       | Orica-GreenEDGE             | + 7"       | 60                   |
| 3  | Gianni Meersman (BEL)     | Lotto-Belisol               | + 7"       | 50                   |
| 4  | Christophe Le Mével (FRA) | Garmin-Sharp                | + 7"       | 40                   |
| 5  | Bauke Mollema (NED)       | Rabobank                    | + 7"       | 30                   |
| 6  | Mauro Santambrogio (ITA)  | BMC Racing Team             | + 7"       | 22                   |
| 7  | Mads Christensen (DEN)    | Team Saxo Bank-Tinkoff Bank | + 7"       | 14                   |
| 8  | Joaquim Rodríguez (ESP)   | Team Katusha                | + 7"       | 10                   |
| 9  | Xavier Florencio (ESP)    | Team Katusha                | + 7"       | 6                    |
| 10 | Diego Ulissi (ITA)        | Lampre-ISD                  | + 7"       | 2                    |